# 聖喬治 (特拉華州)
聖喬治（英語：Saint Georges）是位於美國特拉華州紐卡斯爾縣的一個非建制地區。該地的面積和人口皆未知。

## 地理
聖喬治的座標為39°33′18″N 75°39′01″W / 39.55500°N 75.65028°W，而該地的平均海拔高度為5米（即16英尺）。